# Безшовні труби
Безшо́вні тру́би — сталеві труби, які не мають поздовжнього або спірального зварного шва. Виготовляються методом вальцювання на спеціальних станах. Спосіб виробництва безшовних труб було розроблено у 1891 році братами Максом й Рейнхардом Маннесманами.
Залежно від способу виробництва, безшовні труби бувають гарячовальцьовані і холодновальцьовані.
Їх широко застосовують у нафтовій і хімічній промисловості, котло-, авіа-, автомобіле- і тракторобудуванні, в комунальному господарстві тощо.
Залежно від призначення безшовні труби виготовляють діаметром 0,1—750 мм зі стінками товщиною від сотих часток мм до 50 мм і більше.
Матеріалом для виготовлення є різні вуглецеві, леговані, нержавіючі, кислото- і жаротривкі сталі, кольорові сплави тощо.